# Ana Bantoș
Ana Bantoș (n. 7 aprilie 1951, Chișinău, URSS) este un critic și istoric literar din Republica Moldova, membră a Uniunii Scriitorilor din Moldova și membră a Uniunii Scriitorilor din România. Este căsătorită cu editorul Alexandru Bantoș.

## Educație
A studiat la Facultatea de Filologie a Universității de Stat din Chișinău, pe care a absolvit-o în 1973 și a obținut în 1998 un doctorat în filologie la Universitatea „Alexandru Ioan Cuza” din Iași, sub coordonarea academicianului Constantin Ciopraga. În 2001 a obținut titlul de conferențiar cercetător, iar în 2010 pe cel de doctor habilitat în filologie.

## Activitatea profesională
Ana Bantoș a desfășurat o variată activitate de cercetare și coordonare în cadrul Institutului de Limbă și Literatură, devenit în 1989 Institutul de Literatură și Folclor și în 2006 Institutul de Filologie al Academiei de Științe a Moldovei. În cadrul acestei instituții, a deținut următoarele funcții: laborant (1973-1977); laborant superior (1977-1981); cercetător științific inferior (1981-1989); cercetător științific (1989-1992); cercetător științific superior (1999-2003); cercetător științific coordonator (2003-2010); director adjunct al Institutului de Filologie al A.Ș.M. (2006-2007); președintele Seminarului științific de profil Literatura română (2008-2010); director al Institutului de Filologie al A.Ș.M. (2007-2009).
Cariera didactică a debutat cu titlul de lector la Universitatea Liberă Internațională din Moldova (ULIM) în 1998. Începând cu anul 2001 a deținut timp de un an funcția de conferențiar la Universitatea de Stat din Tiraspol (cu sediul la Chișinău), iar între 2001-2003 a fost conferențiar la Școala Tânărului Filolog, organizată de Casa Limbii Române. În prezent, este conferențiar la Universitatea de Stat din Moldova, Catedra de Literatură Universală, funcție pe care o deține din 2001.
În plus, Ana Bantoș a realizat și continuă să realizeze și alte activități în domeniul culturii și limbii și literaturii române. A fost redactor-șef adjunct la revista Limba Română (1997-2001). Este membră a Uniunii Scriitorilor din Moldova din 1986 și membră a Uniunii Scriitorilor din România din 2000. Din 2006 este membră a Consiliului de Conducere al Uniunii Scriitorilor din Moldova. În perioada 2001-2005 a fost membră a Juriului pentru decernarea premiilor Uniunii Scriitorilor din Moldova. Alte funcții deținute de Ana Bantoș au fost cea de membru fondator al Asociației culturale ieșene „A. Philippide” în 2005 și  președintele Juriului Salonului internațional de carte organizat la Biblioteca Națională a Republicii Moldova în 2009.
În ceea ce privește activitatea publicistică, a debutat în 1985 cu volumul Creație și atitudine, apărut la Editura Literatura Artistică din Chișinău. Alte titluri publicate au fost, printre altele: Dinamica sacrului în poezia basarabeană contemporană, o monografie cu prefața scrisă de Constantin Ciopraga, publicată în 2000 la Fundația Culturală Română, Recuperarea autenticului în 2006 și Deschidere spre universalism în 2010, ultimele două publicate în Chișinău.

## Distincții
În 2001, Ana Bantoș a fost distinsă cu Premiul Uniunii Scriitorilor din Moldova pentru monografia Dinamica sacrului în poezia basarabeană contemporană. În același an, i-a fost acordată și Diploma de Onoare a Prezidiului Academiei de Științe din Moldova, iar în 2007 a obținut Premiul Uniunii Scriitorilor din Moldova pentru volumul de critică literară Recuperarea autenticului. În 2010, i-a fost conferit Ordinul de Onoare, prin decret prezidențial.